# Айдар (Росія)
Айдар (рос. Айдар) — село у Ровенському районі Бєлгородської області Російської Федерації. Адміністративний центр Айдарського сільського поселення.

## Географія
Село Айдар є частиною українських етнічних земель Слобожанщини. Розташоване за 14 км від районного центру міста Ровеньки, та за 175 км від обласного центру міста Бєлгород. На північній околиці села річка Фомінка та ручай Кулаков впадають у річку Айдар.

## Клімат
У селі помірно-континентальний клімат з досить м'якою зимою й тривалим літом.
Середньорічна кількість опадів — 512 мм.
| Кліматограма Айдар                                                                             | Кліматограма Айдар | Кліматограма Айдар | Кліматограма Айдар | Кліматограма Айдар | Кліматограма Айдар | Кліматограма Айдар | Кліматограма Айдар | Кліматограма Айдар | Кліматограма Айдар | Кліматограма Айдар | Кліматограма Айдар |
| ---------------------------------------------------------------------------------------------- | ------------------ | ------------------ | ------------------ | ------------------ | ------------------ | ------------------ | ------------------ | ------------------ | ------------------ | ------------------ | ------------------ |
| С                                                                                              | Л                  | Б                  | К                  | Т                  | Ч                  | Л                  | С                  | В                  | Ж                  | Л                  | Г                  |
| 43 −4 −14                                                                                      | 33 −4 −12          | 25 2 −6            | 34 13 −2           | 44 21 9            | 61 25 13           | 59 27 16           | 43 26 15           | 43 20 9            | 36 11 3            | 46 3 −5            | 45 −1 −12          |
| Середня макс. і мін. температури повітря (°C) Атмосферні опади (мм), за рік : 512 мм. Джерело: |                    |                    |                    |                    |                    |                    |                    |                    |                    |                    |                    |

## Історія
Село засноване вихідцями з України у XVIII ст на берегах річки Айдар, звідси й назва села.

## Населення
| 1781 | 1859   | 1932   | 1979   | 1989   | 1994   | 1999   | 2001   | 2002   | 2009   | 2010   |
| 517  | ▲ 1862 | ▲ 2846 | ▼ 1406 | ▼ 1270 | ▲ 1351 | ▲ 1367 | ▼ 1326 | ▼ 1297 | ▼ 1171 | ▲ 1183 |